# دانیل تیون
دانیل تیون (انگلیسی: Daniel Thioune؛ زادهٔ ۲۱ ژوئیهٔ ۱۹۷۴) بازیکن فوتبال اهل آلمان است.
از باشگاه‌هایی که در آن بازی کرده‌است می‌توان به باشگاه فوتبال روت وایس اهلن و باشگاه فوتبال اسنابروک اشاره کرد.